# Most Festina Lente w Sarajewie
Most Festina Lente w Sarajewie – kładka dla pieszych w Sarajewie nad rzeką Miljacka.

## Historia
Przetarg na budowę kładki dla pieszych ogłoszono w 2007. Kładka miała połączyć nabrzeże Maka Dizdara i znajdujące się przy nim Akademię Sztuk Pięknych z ulicą Radićeva. W konkursie na projekt zwyciężył pomysł trzech studentów wzornictwa przemysłowego Akademii Sztuk Pięknych: Adnana Alagicia, Amili Hrusticia, Bojana Kalinicia. Kładkę wykonano ze stali z aluminiowym wykończeniem. Jest oświetlona diodami LED umieszczonymi wzdłuż zewnętrznej ramy i chodnika, a pośrodku umieszczono dwie drewniane ławki. Znajdują się pod zadaszeniem, które tworzy pętla pośrodku mostu. Przy wejściach na most z obu stronach umieszczono napis Festina Lente (łac. śpiesz się powoli). Kładka ma 38 metrów. Została otwarta 22 sierpnia 2012.